# Veruna (schip, 1913)
De Veruna is het wachtschip van waterscouting de Dr. A. F. Philipsgroep in Eindhoven. Als varend clubhuis gaat de groep er met de lelievletten aan dek ook mee op kamp. 

## Historie
De Veruna is een "Friese maatkast", met als specifieke afmetingen 31,43 meter lang en 6,23 meter breed, zodat deze door de sluis in Lemmer kon. 

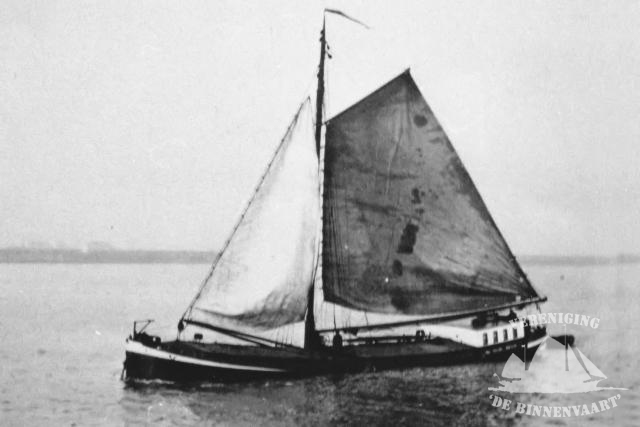
De Anna Paulina

Het schip was eerst een zeilschip, zoals veel vrachtschepen in die tijd waren. Ze had een grote mast in het midden, waarmee er niet alleen kon worden gezeild, maar waarmee ook de lading aan boord kon worden gebracht. In 1936 kreeg het schip een zijschroefinstallatie met een 1 cilinder Deutz ruwoliemotor van 30 pk. In 1953 werd die vervangen door een 155 pk Deutz dieselmotor met schroef. Ook werd het schip in 1953 met 10 meter verlengd en werd er een stuurhut achter de roef geplaatst. Op deze manier kon er meer lading mee, ging het varen sneller en was ze niet meer afhankelijk van de wind.
Eind jaren '80 groeide de Philipsgroep snel en was deze op zoek naar een nieuw wachtschip. Dit werd de toenmalige "Talegiena" die in de oude binnenhaven van Rotterdam lag en in het bezit was van een tweetal schippers dat wilde stoppen. Na inspectie van het schip bleken het onderschip en de motor in orde te zijn en is het schip in 1990 verkocht aan de Philipsgroep. In 1993 kreeg het de naam Veruna.
Sinds de Veruna in het bezit is van de Philipsgroep is er veel aan gebeurd. Er is een stalen dek op gezet met hydraulische hijskraan, zodat er vletten op het dek gehesen kunnen worden. Ook zit er sinds 2008 een nieuwe, schonere dieselmotor in.

## Enkele (technische) gegevens
Hoofdmotor:
- Volkswagen marine 180 V6
- Vermogen: 180 pk
- 6 cilinders
- Koelingssysteem door middel van buitenwater en een warmtewisselaar

Aggregaat:
- Caterpillar C3.3
- 3 cilinder diesel
- Vermogen: 33 kW
- 400 V
- 1500 rpm

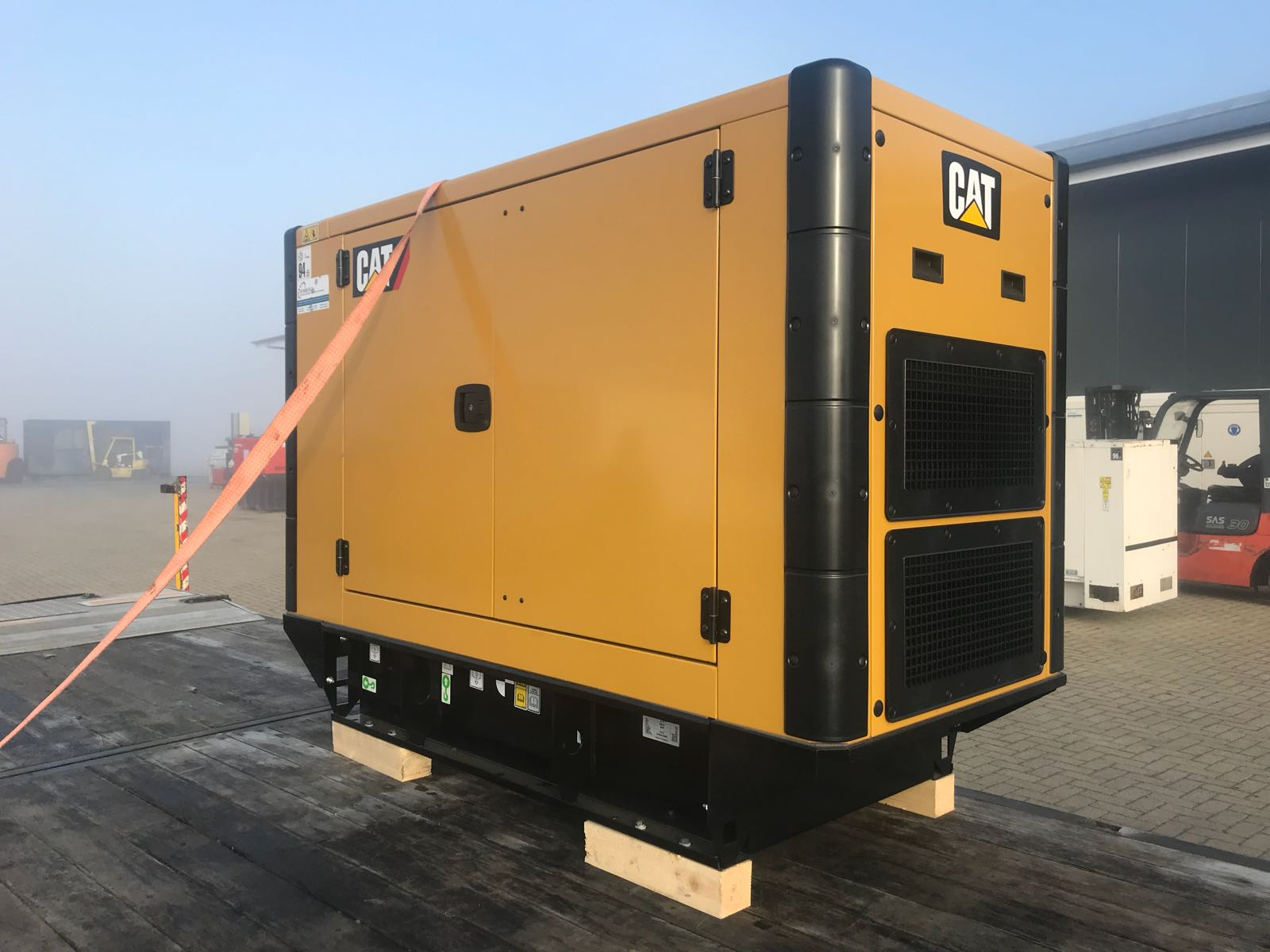
Caterpillar C3.3 aggregaat

- Luchtgekoeld in een geluiddempende omkasting

Boegschroef:
- Elektromotor
- 40 ampère
- 3 fasen

Overig:
- Dieseltank: 1720 L
- Drinkwatertank: 1500 L
- 3200 L zwartwatertank
- Hydrauliek unit voor de hijskraan
- Gescheiden 24V-systeem
- 6 toiletten
- Kombuis met koelkast, 3 industriële branders en vaatwasser
- Grijswatertank in de kombuis
- Hydrofoor voor de watervoorziening
- Airco-installatie in het achterruim
- 1 cilinder Petter diesel voor een membraanpomp en centrifugaalpomp voor de dekwas
- 3 ankers, 2 voor en 1 achter